# Абенберг
Абенберг (њем. Abenberg) град је у њемачкој савезној држави Баварска. Једно је од 16 општинских средишта округа Рот. Према процјени из 2010. у граду је живјело 5.516 становника. Посједује регионалну шифру (AGS) 9576111.

## Географија
Абенберг се налази у савезној држави Баварска у округу Рот. Град се налази на надморској висини од 414 метара. Површина општине износи 48,4 km².

## Становништво
У самом граду је, према процјени из 2010. године, живјело 5.516 становника. Просјечна густина становништва износи 114 становника/km².